# Pengari
Pengari is een plaats in de gemeente Buzet in de Kroatische provincie Istrië. De plaats telt 20 inwoners (2001).